# 2020년 하계 올림픽 지부티 선수단
2020년 하계 올림픽 지부티 선수단은 2021년 일본 도쿄에서 열린 2020년 하계 올림픽에 참가한 올림픽 지부티 선수단이다.
지부티는 2020년 도쿄 하계 올림픽에 참가했다. 원래 2020년 7월 24일부터 8월 9일까지 열릴 예정이었던 올림픽은 코로나19 범유행으로 인해 2021년 7월 23일부터 8월 8일로 연기되었다. 이번 하계 올림픽은 지부티의 9번째 출전이었다. 지부티는 2004년 아테네 하계 올림픽에 선수를 출전시키지 않았다. 대표단은 남자 3명, 여자 1명 등 4명의 선수로 구성되어 3개 종목, 5개 종목에 출전했다. 유도 및 수영 토너먼트에는 아덴-알렉상드르 후세인과 후세인 가버 이브라힘이라는 두 명의 선수가 참가했다. 2016년 리우 올림픽에 복귀한 선수 아얀레 술레이만(Ayanleh Souleiman)은 남자 800m와 1500m 종목에 출전했다. 이전에 2012년 하계 올림픽에 참가했던 소우라 알리 모하메드(Souhra Ali Mohamed)는 여자 1500m 종목에 출전했다. 후세인은 개막식에서 기수로 지부티 대표팀을 이끌고 소우라는 폐막식의 기수를 맡았다.

## 같이 보기
- 올림픽 지부티 선수단